# Rosttinamu

Verbreitungsgebiet des Rosttinamus

Das Rosttinamu (Crypturellus brevirostris) ist eine Vogelart aus der Familie der Steißhühner (Tinamidae).
Der Vogel kommt hauptsächlich im oberen Amazonasbecken im Westen und Norden Brasiliens nördlich und südlich des Amazonas vor, auch angrenzend in Ostkolumbien und in Französisch-Guayana.
Der Lebensraum umfasst dichten Tropenwald, besonders Várzea bis 500 m Höhe.
Der Artzusatz kommt von lateinisch brevis ‚kurz‘ und lateinisch rostrum, rostris ‚Schnabel‘.

## Merkmale
Die Art ist 25–38 cm groß. Die Kopfkappe ist rost- bis kastanienbraun, Gesicht und Kopfseiten sind kastanienfarbig und gehen am Nacken und Rücken in helleres Rotbraun über. Die übrige Oberseite einschließlich der Flügeldecken ist farbig kräftig ockerfarben und schwarz gebändert, auf den inneren Steuerfedern und äußeren Schwingen weniger deutlich. Kinn und Kehle sind weiß, die Brust und die Flanken sind hell ocker- bis rotbraun, an den Flanken und Unterschwanzdecken heller und jeweils eng schwarz gebändert. Der Bauch ist weiß.
Die Iris ist braun, der Schnabel an der Oberseite schwärzlich, an der Unterseite heller. Die Beine sind gelblich-grau bis matt cremefarben.
Die Geschlechter unterscheiden sich nicht. Jungvögel sind matter gefiedert mit blass brauner Oberseite, angedeutet schwärzlich gebändert, an den Flanken etwas schwarz gebändert oder gefleckt.
Der Rosttinamu ist dem Bartlett-Tinamu (Crypturellus bartletti) ziemlich ähnlich und kann eventuell als konspezifisch angesehen werden. Vom Rotbrusttinamu (Crypturellus variegatus) unterscheidet er sich durch den rotbraunen Kopf und den anderen Lebensraum.

## Geografische Variation
Die Art ist monotypisch.

## Stimme
Der Gesang wird als Folge von 10–15 Pfeiftönen beschrieben, langsam über etwa 8 Sekunden schneller werdend oder als zwei zittrige Pfeiflaute gefolgt von einer gleichmäßigen Folge klarerer Pfeiftöne.

## Lebensweise
Die Art ist vermutlich ein Standvogel.
Die Nahrung besteht aus Pflanzensamen und Wirbellosen, die aus dem Laub auf dem Waldboden aufgepickt werden.

## Gefährdungssituation
Der Bestand gilt als „nicht gefährdet“ (Least Concern).